# Joker: Kétszemélyes téboly
A Joker: Kétszemélyes téboly (eredeti: Joker: Folie à Deux) 2024-ben bemutatott amerikai zenés pszichológiai thriller, amelyet Todd Phillips rendezett a Scott Silverrel közösen írt forgatókönyvéből. A film a Joker (2019) folytatása, amely nagyrészt a DC Comics kiadványaiban megjelenő karaktereken alapul. Joaquin Phoenix ismét Joker szerepét játssza, Lady Gaga pedig szerelmét, Harley Quinnt alakítja. Zazie Beetz is visszatért az előző filmből ismert szerepébe, míg Brendan Gleeson és Catherine Keener szintén csatlakoztak a szereplőgárdához. A filmet a Warner Bros. Pictures és a DC Studios készítette a Joint Effort együttműködésével.
A Joker önálló filmnek készült, bár a Warner Bros. szándéka szerint a film egy DC Black filmsorozat elindítója lenne. Phillips kifejezte érdeklődését egy folytatás elkészítése iránt, de megerősítette, hogy a Joker nem úgy készült, hogy lesz folytatás. A folytatás munkálatai 2022 júniusában kezdődtek meg, Gaga és Beetz még abban az évben csatlakoztak a projektbe. A forgatásra Los Angelesben, New Yorkban és a New Jersey állambeli Belleville-ben került sor 2022 decemberétől 2023 áprilisáig.
A Joker: Kétszemélyes téboly világpremierje 2024. szeptember 4-én volt a 81. Velencei Nemzetközi Filmfesztiválon. 2024. október 2-án került a mozikba a tengerentúlon, majd két nappal később, október 4-én az Egyesült Államokban a Warner Bros. Pictures forgalmazásában. Az első filmhez hasonlóan a Kétszemélyes téboly is megosztotta a kritikusokat, akik dicsérték a produkciós dizájnt, a jelmezeket, valamint Phoenix és Gaga alakítását, de kritizálták a gyenge cselekményt, valamint a ki nem dolgozott karaktereket és témákat. A közönség egyöntetűen negatívan fogadta és kereskedelmileg megbukott a filmvásznakon. A film összesen 206 millió dollár bevételt termelt világszerte, amivel megközelítőleg 125-200 millió dolláros veszteséget produkált a Warner Bros. számára.

## Cselekmény
|  | Alább a cselekmény részletei következnek! |

A film egy animációs jelenettel kezdődik, melyben Jokert egy szellem személyesíti meg, aki egy TV-show énekszámának előadásához átveszi a helyét, majd félmeztelenül otthagyja a színpadon, mielőtt rendőrök érkeznek és megverik.
Arthur Fleck az Arkham State Hospitalban őrizetben várja a tárgyalását a két évvel korábban elkövetett gyilkosságsorozat miatt. Ügyvédje, Maryanne Stewart azzal védekezik, hogy Arthurnak személyiséghasadása van, és hogy Joker személyisége felelős a bűntettekért. Egy zeneterápiás foglalkozáson Arthur találkozik egy másik pácienssel, Harleen „Lee” Quinzel-lel. A nő bevallja Arthurnak, hogy ugyanazon a környéken nőtt fel, mint ő, bántalmazó apja volt, aki meghalt egy repülőgép-szerencsétlenségben, ő pedig börtönbe került, miután felgyújtott egy lakóházat. Lee azt is elmondja, hogy csodálja Joker bűntetteit és személyiségét.
Egy filmvetítésen, amelyen Arthur, Lee és a rosszindulatú őr, Jackie Sullivan is részt vesz, Lee tüzet gyújt. Arthurt és Lee-t elfogják szökési kísérlet közben, és Arthurt magánzárkába zárják. Lee meglátogatja őt, hogy elmondja, azért engedik ki, hogy ne legyen rá befolyással, de megígéri, hogy részt vesz a tárgyalásán, majd lefekszenek egymással. Paddy Meyers televíziós személyiséggel készített interjú során Arthur a tévéképernyőn keresztül énekel Lee-nek, ami tovább mélyíti a lány szerelmét iránta.
A tárgyaláson Harvey Dent helyettes államügyész tanúkat hív, akik elutasítják Arthur elmebetegségre vonatkozó állításait. Egy szünetben Maryanne elárulja, hogy Lee valójában pszichiáterhallgató volt, aki az Upper East Side-on nőtt fel, ahol orvos apja is él. Ráadásul önszántából záratta be magát az Arkhambe, és soha nem gyújtott fel egy lakást sem. Amikor Arthur szembesíti Lee-t, a lány bevallja, hogy részben hazudott, de azt is elárulja, hogy terhes.
A másnapi tárgyaláson Arthur elbocsátja Maryanne-t, és saját magát képviseli. Miután a tanúk padjára állítja Arthur egykori munkatársát, Gary Puddles-t és a szomszéd Sophie Dumontot, Dent visszavonul. Arthur nem védekezik, bár beszéde során becsmérlően említi az elmegyógyintézet őreit. Visszatérve Arkhambe, Jackie és két másik őr a mosdóba viszi, megveri és szexuálisan bántalmazza. Amikor Arthurt eszméletlenül visszaviszik a cellájába, Ricky, egy rab és Arthur barátja becsmérli az őröket, Jackie erre megfojtja.
Másnap a bíróságon, a záróbeszédében a letört Arthur lemond Joker személyiségéről, és teljes felelősséget vállal tetteiért. Lee dühében kiviharzik, és az esküdtszék Arthur-t bűnösnek találja gyilkosságért. Miközben a bíró felolvassa az ítéletet, egy bomba robban a bíróság épülete előtt, számos jelenlévőt megölve, és megperzselve Dent fél arcát. A káoszban két támogatója segít Arthurnak elmenekülni.
Arthur Gothamben bolyong, és régi lakása előtt találkozik Lee-vel, aki azonban visszautasítja, amiért lemondott Joker személyiségéről, és mielőtt elmegy, bevallja, hogy terhessége újabb hazugság volt. A rendőrség elfogja Arthurt, és visszaviszi Arkhambe. Másnap egy fiatalabb páciens odalép Arthurhoz, és viccet kezd mesélni neki. Amikor a „csattanóhoz” ér, többször hasba szúrja Arthurt. Miközben Arthur elvérzik a padlón, homályosan látszik, ahogy a fiatal beteg nevetve mosolyt vág a saját arcára.
|  | Itt a vége a cselekmény részletezésének! |

## Szereplők
| Szereplő                             | Színész           | Magyar hang       | Leírás |
| ------------------------------------ | ----------------- | ----------------- | --- |
| Arthur Fleck / Joker                 | Joaquin Phoenix   | Rátóti Zoltán     | Elmebeteg, elszegényedett bohóc és stand-up komikus, akit a társadalom semmibe vesz és bohóc-motívumú nihilista bűnözővé válik.                                   |
| Harleen „Lee” Quinzel / Harley Quinn | Lady Gaga         | Szilágyi Csenge   | Az Arkham Elmegyógyintézet páciense, aki megismerkedik Arthurral; kíváncsisága végül megszállottságba fordul, és halálosan romantikus kapcsolatot alakít ki vele. |
| Jackie Sullivan                      | Brendan Gleeson   | Besenczi Árpád    | Az Arkham Elmegyógyintézet egyik biztonsági őre. |
| Maryanne Stewart                     | Catherine Keener  | Fullajtár Andrea  | Arthur ügyvédje. |
| Sophie Dumond                        | Zazie Beetz       | Pálmai Anna       | Egyedülálló anya és Arthur egykori szomszédja, akiről Arthur azt képzelte, hogy a szerelme.                                                                       |
| Paddy Meyers                         | Steve Coogan      | Kautzky Armand    | Népszerű tévés személyiség, aki interjút készít Arthurral az Arkhamban.                                                                                           |
| Harvey Dent                          | Harry Lawtey      | Hajdu Tibor       | Újonnan megválasztott kerületi ügyész, aki azt tervezi, hogy bíróság elé állítja Arthurt a bűneiért.                                                              |
| Ricky Meline                         | Jacob Lofland     | Kenéz Ágoston     | Arkhami lakó, aki csodálja Arthurt. |
| Dr. Victor Liu                       | Ken Leung         | Sipos Imre        | |
| Herman Rothwax                       | Bill Smitrovich   | Beregi Péter      | Bíró |
| Gary Puddles                         | Leigh Gill        | Karácsonyi Zoltán | Arthur korábbi munkatársa |
| Debra Kane                           | Sharon Washington | Peller Anna       | Arthur szociális munkása |

### Magyar változat
- Magyar szöveg: Tóth Tamás
- Felvevő hangmérnök: Gábor Dániel
- Vágó: Kajdácsi Brigitta
- Gyártásvezető: Gelencsér Adrienne
- Szinkronrendező: Nikodém Zsigmond
- Produkciós vezető: Hagen Péter

A szinkront a Mafilm Audio Kft. készítette.

## Gyártás

### Fejlesztés
A 2019-es Jokert önálló, folytatások nélküli filmnek szánták, bár a Warner Bros. szándéka szerint elindítja a DC Black-et, a DC Comicson alapú filmeket, amelyek nem kapcsolódnak a DC Extended Universe (DCEU) franchise-hoz, sötétebbek és kísérletezőbbek annál, az elgondolás a DC Black Label képregénykiadóhoz hasonló. Joaquin Phoenix azonban még a film befejezése előtt elmondta Todd Phillips rendezőnek, hogy nem érzi magát késznek arra, hogy maga mögött hagyja Arthur Flecket; egy éjszaka, amikor Phoenix elaludt, azt álmodta, hogy a karaktere színpadon lép fel, vicceket mond és énekel, és ez adta neki az ötletet, hogy esetleg egy musical stílusú folytatást készítsenek. Míg Phillips 2019 augusztusában azt mondta, hogy érdekelné a folytatás, a film teljesítményétől függően, és ha Joaquin Phoenixet is érdekli a folytatás, később pontosította, hogy „a filmnek nem lesz folytatása. Csak egy film volt és ennyi”.
2019 októberében Phoenix Peter Travers újságírónak és a Rolling Stone filmkritikusának beszélt Arthur Fleck szerepének esetleges újbóli megformálásáról, és kijelentette: „Nem tudok nem gondolkodni rajta... ha van valami más, amit Jokerrel csinálhatunk, ami érdekes lehet”, majd így zárta: „Ez semmi olyan, amit igazán meg akartam csinálni, mielőtt ezen a filmen dolgoztam volna. Nem tudom, hogy van-e [még mit csinálni] ... Mert végtelennek tűntek a lehetőségek, hogy hova mehetünk a karakterrel”. A filmben való részvételéért 20 millió dollárt kapott. Mivel a film több mint 1 milliárd dolláros bevételt hozott, Phoenix és Phillips egy lehetséges folytatáson gondolkodtak egy Broadway színházi előadás formájában. Nem gondoltak arra, hogy egy hagyományos folytatást készítsenek, amely Arthur Batman nemezisévé való fejlődését ábrázolja azáltal, hogy a Bűnözők Bohóchercegévé változtatják, vagy egy bűnszövetkezet élére állítják, annak ellenére, hogy az eredeti filmben Bruce Wayne szüleinek meggyilkolását ábrázolták. Phillips inkább arra összpontosított, hogy Arthur összeomlása hogyan ragadta magával Gotham-et, mivel érdekli annak vizsgálata, hogy maga a szórakoztatás fogalma hogyan jutott el a filmektől és a televíziótól az éppen aktuális híradóban sugárzott botrányokig. Phillips „szomorúnak és aggasztónak” találta, hogy a szórakoztatás hogyan romlott meg annyira, hogy a Depp kontra Heard per vagy Donald Trump elnökjelölti vitáit már szórakoztatásként kezelték.
2019 novemberében a The Hollywood Reporter arról számolt be, hogy készül a folytatás, amelyben Phillips, Scott Silver író és Phoenix ismét szerepet kap. A Deadline Hollywood azonban még aznap arról számolt be, hogy a The Hollywood Reporter értesülése téves, és a megbeszélések még el sem kezdődtek. Phillips úgy reagált a hírekre, hogy a Warner Bros-szal már tárgyalt a folytatásról, és továbbra is fennáll a lehetősége, de nincs fejlesztés alatt. Phillips és Phoenix komolyan fontolgatni kezdte az ötletet, hogy a Joker folytatását a Carlisle Theatre-ben, a Broadwayn mutassák be. Miután az eredeti terveket a Covid19-járvány felülírta, Phillips és Silver elkezdte a folytatás kidolgozását, miközben még mindig fontolgatták Phoenix musical koncepcióját. Phillips elég kockázatosnak és „veszélyesnek” találta az ötletet ahhoz, hogy a filmet „merészséggel és összetettséggel” ruházza fel, zenével, tánccal, drámával, bírósági drámával, komédiával, boldogsággal és szomorúsággal, valamint egy hagyományos szerelmi történettel. Phillips tisztában volt azzal, hogy a fiatal mozilátogatókat a szokásos képregényfilmek előnyben részesítése miatt esetleg nem érdekli majd a film, ezért arra épített, hogy az ő „étvágyukat” valami új és más dologgal elégíti ki, ami segíthet a filmnek megkülönböztetni magát a remake-ektől és rebootoktól. Phoenix azt az ötletet vetette fel, hogy Arthurt egy „női Jokerrel” állítsák össze, aki táncpartnerként szolgálhatna neki egy „pszichotikus tangóban”. Ez vezette Phillipset és Silvert ahhoz az ötlethez, hogy Harley Quinnt, a Jokerhez kapcsolódó női gonosztevőt, akit először a Batman: A rajzfilmsorozatban mutattak be, bevonják ebbe a szerepkörbe.
2022 júniusában Phillips bejelentette, hogy készül a folytatás, amelynek forgatókönyvét ő és Silver írja. Azt is elárulták, hogy a film címe Joker: Folie à Deux lesz. 2023 februárjában a DC Studios vezérigazgatója, James Gunn megerősítette, hogy a Folie à Deux egy DC Elseworlds projekt lesz, amely a fő filmes DC Univerzumon (DCU) kívül játszódik. Phillips célja a filmmel kapcsolatban az volt, hogy olyan érzést keltsen, mintha „őrült emberek” készítették volna, de nehezen tudott a filmre „musicalként” hivatkozni, mivel a filmből hiányoznak a hagyományos zeneszámok, és a zene nagy része párbeszédet tartalmaz, olyan dalokkal, mint a Get Happy, For Once in My Life és a That’s Life, melyek akkor szólalnak meg, amikor Arthur nem tudja kiejteni a szavakat, amelyeket ki akar mondani; ezek a dalok közvetítik azokat az érzelmeket, amelyeket Arthur Fleck és Harley Quinn érez azzal kapcsolatban, amit a kapcsolatukban keresnek, előbbi a romantikus balladákat, utóbbi pedig a hatalomról szóló zenéket részesíti előnyben.
2024. július 25-én az Empire exkluzív címlapsztorijában Lady Gaga nyilatkozott a tőle elvárt éneklésről: „Ez semmihez sem hasonlított, amit valaha is csináltam. [...] A részemről rengeteg jegyzetet kaptam Lee-től. Képzett énekesnő vagyok, nem igaz? Szóval még a légzésem is más volt, amikor Lee-ként énekeltem. Amikor én a színpadon énekelek, akkor nagyon kontrolláltan lélegzem, hogy biztos legyek benne, hogy a hangmagasságom a megfelelő ritmusban és a megfelelő ideig tartom fenn, de Lee soha nem tudta volna, hogyan kell mindezt csinálni. Szóval, ez olyan, mintha kivenném az egészből a technikai dolgokat, kivenném az egészből az én vélt művészi formámat, és teljesen benne lennék abban, aki ő.” Phillips a karakter eme sajátos értelmezéséről a következőt mondta: „Bár vannak dolgok, amiket az emberek ismerősnek találnának benne, ez valójában Gaga saját értelmezése, és Scott [Silver, társíró] és jómagam értelmezése. Úgy lett, ahogy Mansonnak voltak olyan lányai, akik bálványozták őt. Ahogy néha ezeknek [a bebörtönzött gyilkosoknak] vannak olyan emberei, akik felnéznek rájuk. Vannak dolgok Harley-ról a filmben, amiket a képregényekből vettünk át, de mi fogtuk és úgy alakítottuk, ahogy mi akartuk”. Annak ellenére, hogy Gaga és Phoenix a korábbi projektekben megmutatták zenei képességeiket, Phillips nem kérte tőlük, hogy profi módon énekeljenek, inkább egy „nyersebb, instabilabb hangzást” részesített előnyben, amely az eufória és a kétségbeesés között ingadozik, amihez időnként szükség volt arra, hogy a hangnemtől eltérően énekeljenek. A film készítői feltették maguknak a kérdést, minek kell történnie ahhoz, hogy két ember egy beszélgetés közepén dalra fakadjon, és honnan jöhet a zene, ha a főszereplőkön kívül senki sem hallja. Racionalizálták, hogy a főszereplők nem, vagy nem úgy kell hangzaniuk, mint a profi énekesek, akik vibratóval és tökéletes hangokkal énekelnek, ehelyett „idegtépően, de őszintén” hangzanak.
2024. augusztus 20-án a Variety exkluzív címlapsztorijából kiderült, hogy a filmet egy Bolondos dallamok-ihlette animációs jelenet nyitja majd, amelyet a Belleville randevú – Francia rémes alkotója, Sylvain Chomet animált, és amelyet börtönlázadások, bírósági viták és egy olyan jelenet követ, amelyben Phoenix és Gaga a gyilkos Sonny & Cherként szerepelnek.

### Casting
Napokkal a film hivatalos bejelentése után nyilvánosságra hozták, hogy Gaga megbeszéléseket folytat Harley Quinn megformálásáról, és hogy a film egy musical lesz. Gaga még a nyáron megerősítette a szereplését. Részvételéért 12 millió dollárt kapott. 2022 augusztusában kiderült, hogy Zazie Beetz tárgyalásokat folytat a filmben Sophie Dumond szerepének újbóli eljátszásáról. Beetz a következő hónapban megerősítette, hogy újra eljátssza a szerepét, továbbá Brendan Gleeson, Catherine Keener és Jacob Lofland is csatlakoztak a stábhoz. Gleeson azért csatlakozott a projekthez, mert csodálta Phoenix „kitörölhetetlen” alakítását az első filmben és Gagát is, de bevallotta, hogy „kicsit megijedt” attól, amit a szerepéért kellett tennie. Októberben Harry Lawtey csatlakozott a stábhoz egy „nagy szerepben”, amelyről a Deadline Hollywood számolt be, és amelyről később a film hivatalos előzeteséből kiderült, hogy Harvey Dentet alakítja.

### Forgatás

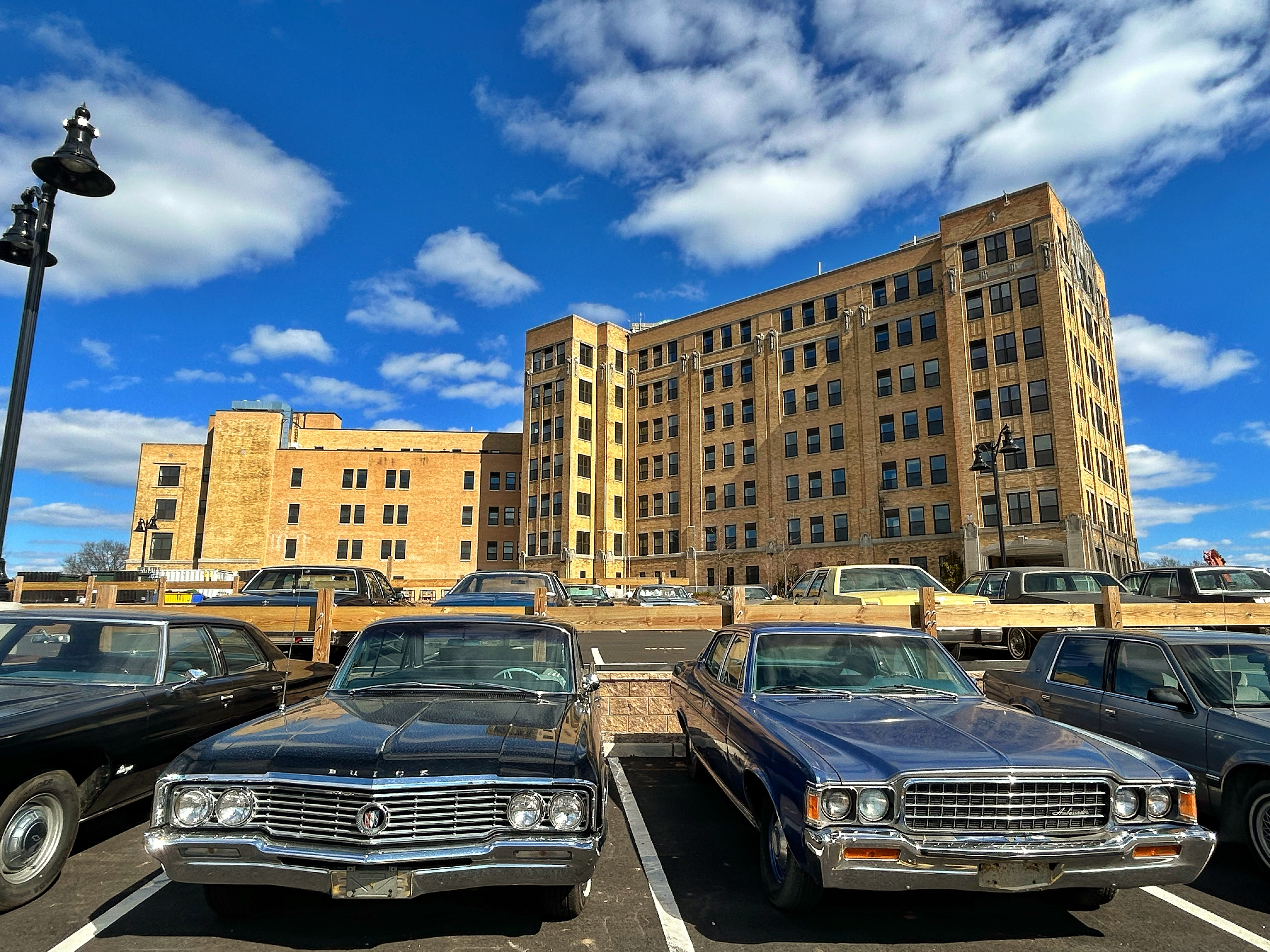
Az elhagyatott Essex County Isolation Hospital Belleville-ben (New Jersey, USA) (a képen 2023 márciusában, régi autókkal és kellékekkel) az Arkham State Hospital forgatási helyszínéül szolgált

A forgatás 2022. december 10-én kezdődött, Phillips az Instagramon tette közzé az első képet a filmből, az operatőr Lawrence Sher volt. Sher Francis Ford Coppola Szívbéli (1982) című filmjét idézte vizuális inspirációjának forrásaként. A külső forgatás 2023 márciusában New Yorkban és Los Angelesben zajlott. Gaga a New York megyei bíróság épülete előtt Joker letartóztatását követelő statiszták tömegével forgatott jeleneteket, ami miatt néhány közelben lévő néző összetévesztette azt Trump első vádemelését követő letartóztatásával. Az Arkham Asylum jeleneteit a New Jersey-i elhagyatott Essex County Isolation Hospitalban forgatták. 2023 áprilisában a forgatás a „Joker Lépcsőnél” zajlott, a bronxi West 167th Street-i lépcsősoron, amely az első filmben kapott kulcsszerepet. A forgatás hivatalosan 2023. április 5-én fejeződött be. A filmet teljes egészében igitálisI MAX kamerákkal forgatták.
Sok musicaltól eltérően, ahol a színészek egy előre felvett zeneszámra énekelnek, Phoenix és Gaga élőben adták elő a zeneszámokat, egy zongorista kíséretében, aki a kamerán kívül játszott, és lépést tartott a duóval az általuk meghatározott tempóban. Eközben Phillips a vágószobában megpróbálta a radikálisan különböző felvételeket koherens egésszé összehangolni, az élményt „rémálomként” jellemezte.

### Utómunka
2023 decemberében Gunn elárulta, hogy átnézte a forgatott anyagot, és elmondta az ezzel kapcsolatos megjegyzéseit, de ezen kívül nem vett részt a munkálatokban. Rendkívüli önállóságot és hatalmat kapott a végső vágás felett is, ami lehetővé tette számára, hogy megkerülje a filmmárka kapuőreinek minden felügyeletét, és elhatárolódjon a filmtől annak ellenére, hogy Gunn támogatta a filmet. Ez azt eredményezte, hogy a DC vezetői nem vettek részt a munkában, mivel a filmnek akkor adtak zöld utat, amikor a stúdió kaotikus átszervezés alatt állt, a DC Studios logója is hiányzik a film nyitójelenetéből. A filmet tesztvetítésen sem mutatták be előzetesen, bár bennfentesek azt állították, hogy ez Phillips és a stúdió közös megegyezése volt, hogy megakadályozzák a kiszivárogtatásokat, annak ellenére, hogy a korábbi kasszasikerek, például a Marvel Cinematic Universe (MCU) Bosszúállók: Végjáték (2019) című filmje több tesztvetítésen is részt vett.
A film jóval drágább volt, mint elődje, amelynek költségvetése 60 millió dollárra tehető. Egyes publikációk 200 millió dollárra taksálták a költségeket, bár Phillips tagadta ezt a számot. Később arról számoltak be, hogy a túl magas költségvetés annak köszönhető, hogy Phillips ragaszkodott ahhoz, hogy drága helyeken, például Los Angeles belvárosában forgassanak, annak ellenére, hogy a stúdió ragaszkodott ahhoz, hogy Londonban forgassanak (amivel akár 12 millió dollárt is megtakarítottak volna), valamint Phillips, Phoenix és Gaga összesen 52 millió dollárt kaptak.
Az Industrial Light & Magic biztosította a film vizuális effektjeit.

## Zene
Hildur Guðnadóttir komponálta a film zenéjét, visszatérve az első filmből. A film várhatóan legalább 15 zeneszámot tartalmaz majd, amelyek mindegyike már létező dalok feldolgozása, de egy-két eredeti dalra is lehetőség nyílik; ezek a dalok Hildur zenéjének elemeit fogják tartalmazni.
Lady Gaga 2024. szeptember 27-én egy „kísérőalbumot” is kiadott Harlequin címmel.

## Marketing
A film első előzetese 2024. április 10-én jelent meg, a Warner Bros. pedig a 2024-es CinemaConon vetített egy jelenetet, amelyet Phillips reklámozott. Ebben Sammy Davis Jr. és Tom Jones What the World Needs Now Is Love (1965) című dalának feldolgozása hallható. Christi Carras, a Los Angeles Times munkatársa úgy vélte, hogy a film musicalként való bemutatása egy olyan trendhez csatlakozik, amelyben a filmstúdiók mintha vonakodnának musicalként reklámozni filmjeiket, példaként a Wonkát (2023) és a Bajos csajokat (2024) említve. Rebecca Rubin a Variety számára írva „sötétnek és komornak” nevezte a felvételt, és kiemelte Quinn ábrázolását, aki Fleck „őrült múzsája”. A TheWrap munkatársai, Jeremy Fuster és Stephanie Kaloi úgy jellemezték a trailert, hogy az Quinn és Fleck „vad, pusztító szerelmére” összpontosít. A trailer 24 óra alatt 167 millió megtekintést ért el, ezzel a Warner Bros. akkori legnagyobb trailerpremierje volt, felülmúlva a Barbie (2023) első trailerének nézettségét.

## Megjelenés
A Joker: Kétszemélyes téboly világpremierje 2024. szeptember 4-én a 81. Velencei Nemzetközi Filmfesztiválon volt. A filmet az Egyesült Államokban 2024. október 4-én mutatták be a Warner Bros. Pictures forgalmazásában. A Warner Bros. a 2024-es CineEurope rendezvényen bejelentette, hogy a filmet a tengerentúlon 2024. október 2-án, két nappal a hazai premier előtt mutatják be. A filmet az IMAX vásznakon is bemutatják, miután a Megalopolisz (2024) egy héttel a premier után átadja azokat.
A film 2024. október 29-én felkerült a streaming felületekre is.

## Fogadtatás

### Bevétel
A Joker: Kétszemélyes téboly 58,3 millió dollárt hozott az Egyesült Államokban és Kanadában, 148,1 millió dollárt pedig más területeken, ami világszerte összesen 206,4 millió dollárt jelent. A Variety becslése szerint a 200 millió dolláros költségvetés miatt a filmnek 450 millió dolláros bevételt kellene elérnie ahhoz, hogy nullszaldós legyen. A kiadvány később arról számolt be, hogy becslések szerint a stúdió 125-200 millió dollárt bukhat a mozifilm alatt.
Öt héttel a bemutató előtt a Boxoffice Pro előrejelzése szerint a film „könnyedén” legalább 100 millió dolláros bevételt fog elérni a nyitóhétvégén az Egyesült Államokban és Kanadában, és túlszárnyalja elődje 96,2 millió dolláros debütálását, a becslések szerint 115-145 millió dolláros bevételt fog elérni annak ellenére, hogy elődjéhez hasonlóan vegyes kritikákat kapott Velencében. Két héttel később az előrejelzések 70 millió dollárra csökkentek, a bemutató hetében pedig 55-60 millió dollárra. Miután a film az első napon 20 millió dollárt hozott, beleértve a csütörtök esti elővetítésekből származó 7 millió dolláros becsült bevételt, az előrejelzések tovább csökkentek 45 millió dollárra a hétvégére. A film végül 40 millió dollárral debütált az Egyesült Államokban és Kanadában, amivel a bevételi lista élére került, de elmaradt a várakozásoktól. A Deadline Hollywood szerint ez a negatív eredmény annak tulajdonítható, hogy az eredeti film rajongói nem akartak egy musicalt látni.
Jeff Goldstein, a stúdió hazai forgalmazásért felelős elnöke a The Wall Street Journal cikkében elismerte a film teljesítményét, megemlítve, hogy a folytatás egy „mélyebb merülés a mentális betegségekbe”, és találgatásokat tett arról, hogy a film törzsközönségének egy része (különösen a férfiak) nehezen tud kapcsolódni Lee karakterének új irányába. Dan Ives, a Wall Street pénzügyi elemzője úgy vélte, hogy a film egy „monokli” a Warner Bros. számára egy kulcsfontosságú időpontban, mivel az iparág a filmtől sikert várt. A Variety a film alulteljesítését annak is tulajdonította, hogy Bradley Cooper az előddel ellentétben nem vett részt rajta kereskedelmi ösztöneivel, mivel Cooper 2021-ben felbontotta produceri partnerségét Phillipsszel. A Variety megjegyezte, hogy a Batman (2022) kereskedelmi sikere óta a Joker: Kétszemélyes téboly a hatodik DC karaktereken alapuló élőszereplős film, amely anyagilag alulteljesített, a DC Extended Universe filmjei, a Black Adam (2022), a Shazam! Az istenek haragja, a Flash – A Villám (film), a Kék Bogár és az Aquaman és az elveszett királyság (mind 2023) után. Egy Warner Bros. bennfentes úgy vélekedett, hogy a film minden eddiginél nagyobb nyomást helyezett a Supermanre (2025), amivel Gunn és Safran reméli, hogy „helyre tudják tenni a dolgokat”. Második hétvégéjén a Joker: Kétszemélyes téboly 7 millió dollárt hozott, ami rekordot jelentő 81%-os visszaesés egy DC-film esetében. Ez az érték elmaradt a Terrifier 3 (2024) című független horrorfilm debütálásától is, amely a nyitóhétvégéjén az első helyen végzett. A következő hétvégén a film 1245 mozit veszített, és 2,2 millió dollárt hozott, további 69%-kal esett vissza, és a hatodik helyen végzett.

### A kritikusok értékelései
A film vegyes, vagy negatív kritikákat kapott a kritikusoktól. A Rotten Tomatoes kritika-gyűjtő weboldalon 266 kritika alapján 33%-ot érdemelt ki, átlagosan 10/5-os értékeléssel. A honlapon a konszenzus így szól: „Joaquin Phoenix névadó Jokerje állja a sarat egy olyan folytatásban, amely egy mozdulatlan történet körül táncol, bár Lady Gaga vadító energiája némi lendületet ad a Kétszemélyes tébolynak.” A súlyozott átlagot használó Metacritic 57 kritikus alapján 100-ból 45 pontot adott a filmnek, ami „vegyes vagy átlagos” értékelést jelent. A CinemaScore által felmért közönség átlagosan „D” osztályzatot adott a filmnek egy A+-tól F-ig terjedő skálán (ami az első film „B+” osztályzatához képest alacsonyabb, és egyben a legalacsonyabb osztályzat, amit valaha egy képregényfilmre adtak), míg a PostTrak által megkérdezettek 40%-os pozitív értékelést adtak a filmnek (az ötből átlagosan 1/2 csillaggal), és „nagyon alacsony” 24% mondta, hogy biztosan ajánlaná a filmet.
Pete Hammond a Deadline Hollywoodtól úgy vélte, hogy a film „briliáns”, miközben azt is megjegyezte, hogy „a produkciós értékek mindenhol kiválóak, különösen a visszatérő Lawrence Sher operatőri munkája, Mark Friedberg díszletterve és Arianna Phillips jelmezei”. William Bibbiani a TheWrap-tól pozitív kritikát adott a filmről, azt írva, hogy „a legérdekesebb film Arthur Fleckről. Valóban egy kicsit merész, valóban egy kicsit kihívást jelentő és valóban egy kicsit eredeti”. Geoffrey Macnab az Independent-től „zseniálisnak” és „mélyen felkavarónak” írta le a filmet. Robbie Collin a The Daily Telegraph ötből négycsillagos kritikájában dicsérte a filmet a zenés darabokért, Phillips-et pedig azért, mert „hű maradt a projekt nihilista szellemiségéhez”, azonban szerinte Lady Gaga „vonzó, de kihasználatlan” maradt. Rafa Sales Ross a The Playlist-től hasonlóan vélekedett Gaga szerepeltetéséről, de dicsérte Phillipset a „radikális nőgyűlölők kiszolgálásában végrehajtott pályakorrekcióért”, és élvezte Phoenix „sokkal visszafogottabb alakítását, ami üdvözlendő változás azoknak, akiket elriasztott az állandó, idegesítően hangos hahotázás, ami az előző rész nagy részét áthatotta”.
Peter Bradshaw a The Guardian 5-ből 3 csillagos kritikájában dicsérte a nyitányt, a mellékszereplőket és az „igazi szikrát” a két főszereplő első találkozásában, de kijelentette: „az egész film végül nyomasztóan, klausztrofóbiásan és ismétlődően elmerül abban a furcsán irreális Gotham-univerzumbeli börtönben, ahol Phoenix és Gaga hosszú időn át külön van tartva”; ugyanez a kritika úgy találta, hogy „Phoenix saját alakítása ugyanolyan egysíkú, mint korábban, bár kétségtelenül ugyanolyan erőteljes, és a képernyőn való jelenléte erőteljes”, és megjegyezte, hogy Gaga „ravasz és manipulatív rosszindulatot hoz” a karakterébe. A KQED vegyes kritikájában Jack Coyle azt írta, hogy „bármennyire is dicséretesek a Kétszemélyes téboly szándékai, a film elgondolkodtatóan, és fárasztóan a múltban ragadt”. Luke Goodsell negatívabb kritikája az ABC News-nak így szólt: „Hogy a Joker önálló filmnek készült, az nyilvánvaló a folytatásból, a Folie À Deux-ból, amely egy kvázi zenés bírósági dráma, és kevéssé törekszik arra, hogy bármilyen történetet előremozdítson. Sőt, szándékosan nézőellenesebb és még homályosabb, mint az elődje.”
Az USA Today arról számolt be, hogy a negatív kritikák „azzal érveltek, hogy a zeneszámok nem túl meggyőzőek, és Gaga tehetségét nem jól használják ki”. Manohla Dargis, a The New York Times munkatársa szerint a film „annyira unalmas, kellemetlen vánszorgás, hogy nehéz eldönteni, miért és kinek készült”, és hogy „Phoenix fanyar homlokráncolása, a film halvány története, könyörtelen komorsága és az erőltetett excentrikusság iránti elkötelezettsége arra utal, hogy senki sem volt igazán lelkes a filmért”. David Ehrlich, az IndieWire munkatársa éles kritikát írt, amelyben kijelentette, hogy a film „perverz módon megtagadja a nézőktől mindazt, amire korábban felkészítették őket; először finoman, majd később egy késsel a hasukba vágva”, és hogy „a váratlan cameók, a gyászos csellószólók és a burjánzó szexuális erőszak szimfóniája túl disszonáns ahhoz, hogy még a saját szempontjai alapján is értékelni lehessen”. Spencer Kornhaber, a The Atlantic munkatársa azt kifogásolta, hogy a filmnek „semmi érdekes mondanivalója nincs a hírnév kihívásáról”, és úgy érzi, hogy egy „büntetés azért a bűnért, hogy szórakoztatni akartuk magunkat”. Justin Clark a Slant Magazine-tól a négyből egy pontot adott a filmnek, kifejtve, hogy „a Kétszemélyes téboly kísérletét az okosság, a lendület vagy az elkötelezettség bemutatására kegyetlenül víz alatt tartja az unalmas rendezés, a silány érzelmi cselekmény, a kárörvendő kegyetlenség és a súlyos nihilizmus, ami Zack Snyder munkáját egy Bluey évadhoz hasonlítja”. David Rooney a The Hollywood Reporter-től „frusztrálónak” találta a filmet, a cselekményt „kissé soványnak és időnként unalmasnak”, és kifogásolta, hogy a film „szinte semlegesíti [Jokert]”, és „a főgonoszt a gyermekkori trauma és a mentális betegség kiüresedett termékévé degradálja”. Owen Gleiberman, a Variety munkatársa szintén kritizálta a gyenge cselekményt, „túlságosan körültekintőnek” és a kivitelezés hiányának minősítve azt, miközben kifogásolta Gaga minimális felhasználását, megjegyezve, hogy „kedves, nem erőltetett jelenléte” a filmben „drasztikusan alul van használva”. Az ő Lee-je „soha nem kap szárnyra”.
A 24.hu hasonlóan „merészebbnek” és „különlegesebbnek” nevezte a Joker első részéhez képest, és azt írta, hogy a film „messze nem olyan rossz, mint a híre”. A Puliwood szerint „túlzás lenne rossznak titulálni a Joker második részét, mert sok erős momentummal bír és technikailag is kiváló, de az vitán felül áll, hogy borzasztó megosztó.” Az IGN Hungary azt írta, hogy „javarészt jukebox musicalről van szó”. Dicsérték Phoenix alakítását, valamint a zenés darabokat: „Lady Gaga rutinból, remekül hozza le ezeket a számokat, ilyenkor van igazából elemében, mert maga a szerep nem túl sokat vár el tőle”. Az Index is dicsérte a filmet, mint ami görbe tükröt tart a musical, jogi dráma és szerelmes sztori elé, a gsplus.hu és a Filmtett hasonló módon a film rendhagyó és megosztó jellegét emelte ki. Az Origo, a Blikk, a Hetedik sor közepe, a promotions.hu, és a Filmtekercs viszont alaposan kritizálták a filmet, amiknek lényege, hogy a film egy blöff, felesleges, érdektelen folytatás, megannyi klisével és zenés betétekkel, ami csak újra az első film központi motívumát járja körül, miszerint egy lelkileg sérült ember médiaszenzáció lesz, de a közismert karakter, Joker nem lép elő, és érdemben végül nem változik semmi, sőt még a főszereplő is meghal, amivel ez a film és az elődje is értelmetlenné válik.

### Témák és elemzés
A kritikusok megjegyezték, hogy a film egy metafikciós mű, amelynek célja, hogy szándékosan ellenkezzen az első film rajongóival. A film ahelyett, hogy az előd rajongói elvárásoknak engedne, inkább arra szolgál, hogy megdorgálja azokat, akik az eredeti film után bálványozták Joker karakterét. Szándékosan közönségellenes törekvésként a film szembemegy a rajongói szórakoztatás fogalmával, ehelyett egy olyan öntudatos narratívát hoz létre, amely saját létezésének kommentárja. A filmben az eredeti filmet követő rajongói elvárásokkal ellentétes, hamiskás zenei jeleneteket láthatunk, az egyik ilyen jelenet során Joker elismeri: „Nem hiszem, hogy azt adjuk meg az embereknek, amit akarnak”. Gaga Lee Quinzel megformálása az első filmért rajongó közönség képviselőjének is tekinthető, az ő mondatai arról, hogy Arthur megszállottjává vált, miután látta az életén alapuló tévéfilmet, a közönségre reflektálnak. Lee egy tehetős rajongót testesít meg, aki vágyik arra az anarchiára és egzotikus izgalomra, amit Joker képvisel, és a közönséghez hasonlóan feldúlt és csalódott, amikor Arthur nem tud megfelelni Joker-identitásának.
A finálé, amelyben Arthur a bűnei miatt bíróság elé áll, szomorúnak és szánalmasnak tűnik; Phillips arra törekszik, hogy felforgassa és aláássa a közönséget, amely az első filmben Arthurban hőst látott, a tárgyalás megismétli az első film eseményeit olyan módon, hogy az a közönség számára elégedetlen és elidegenítő legyen. Hasonlóképpen, az, hogy Arthur lemond Joker személyiségéről, mielőtt egy meg nem nevezett rab, aki látszólag a következő Joker lesz, habozás nélkül megöli, szintén a filmkészítők szándékos kísérleteként értelmezték, hogy csalódást okozzanak a közönségnek, felforgató módon megtagadva a rajongóktól a hősies vagy együttérző narratíva iránti vágyukat, valamint arra késztetve őket, hogy megkérdőjelezzék, ki az igazi Joker a két film címében. Végső soron a metafikció Arthur jellemrajzát tükrözi; ahogyan a társadalom is csak azért törődik vele, amit Jokerként képvisel, és elutasítja, amikor lemond erről a személyiségéről, úgy a közönség is elutasítja Arthurt. Ennek eredményeként sokan úgy érezték, hogy a film „nagyon drága csattanó” ugyanazoknak a nézőknek, akik az első filmet is látták.

### Díjak
| Díj, Szervezet               | Ceremónia dátuma    | Kategória                                   | Jelölés(ek)         | Eredmény | Forrás          |
| ---------------------------- | ------------------- | ------------------------------------------- | ------------------- | -------- | --------------- |
| Astra Midseason Movie Awards | 2024. július 3.     | Legjobban várt film                         | Joker: Folie à Deux | Elnyerte | [ 122 ] [ 123 ] |
| Golden Trailer Awards        | 2023. június 29.    | Legjobb grafika TV-reklámban (játékfilmhez) | „Dátum bejelentés”  | Jelölve  | [ 124 ] [ 125 ] |
| Golden Trailer Awards        | 2024. május 30.     | Legjobb zene                                | Love (Major Major)  | Jelölve  | [ 126 ] [ 127 ] |
| Golden Trailer Awards        | 2024. május 30.     | Legjobb thriller                            | Love (Major Major)  | Jelölve  | [ 126 ] [ 127 ] |
| Velencei Filmfesztivál       | 2024. szeptember 7. | Arany Oroszlán                              | Todd Phillips       | Jelölve  | [ 58 ]          |
| Velencei Filmfesztivál       | 2024. szeptember 7. | Soundtrack Stars díj                        | Hildur Guðnadóttir  | Elnyerte | [ 128 ]         |